# Музей тюрьмы Плётцензее

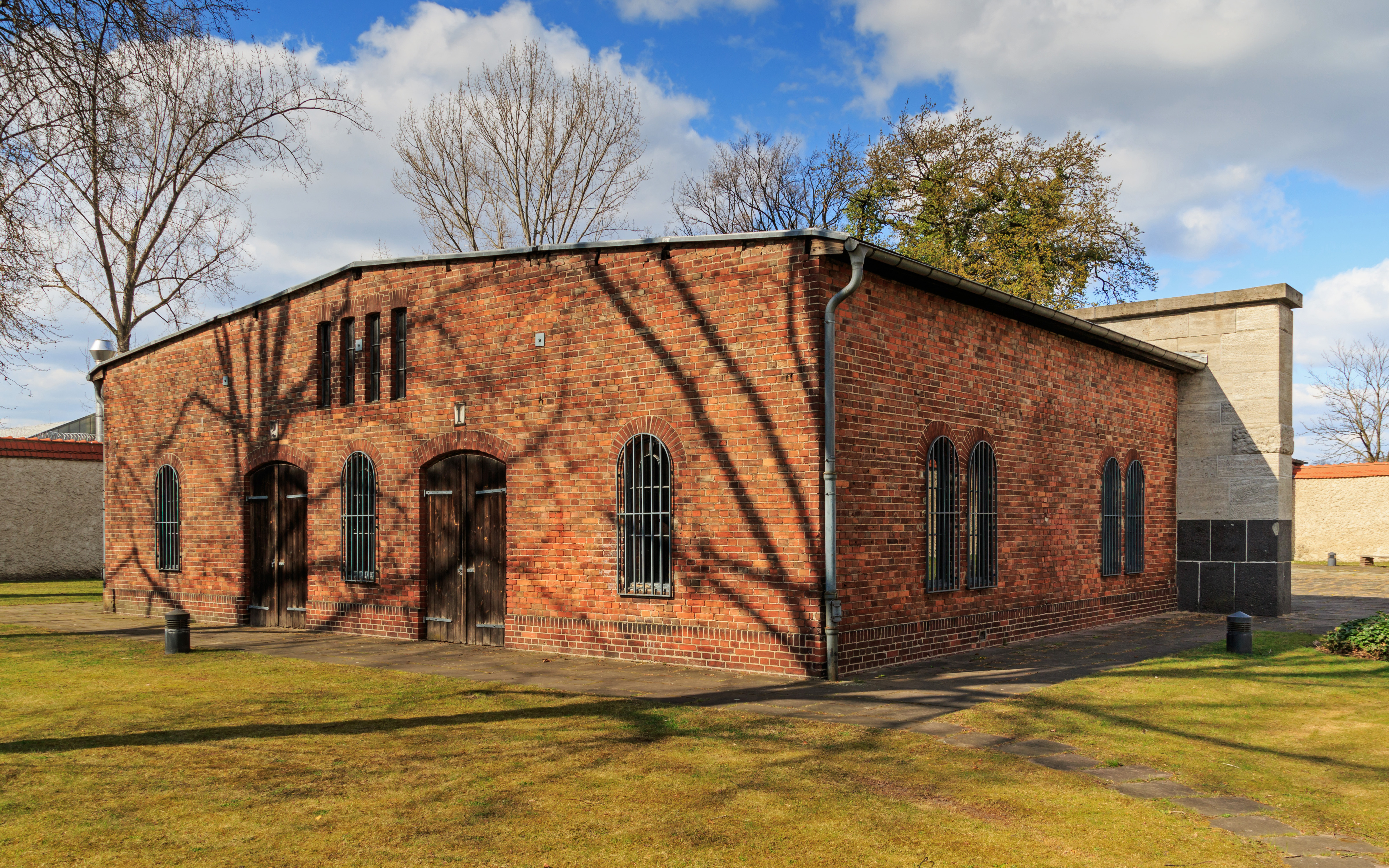
Бывший тюремный корпус, внутри которого проводились казни

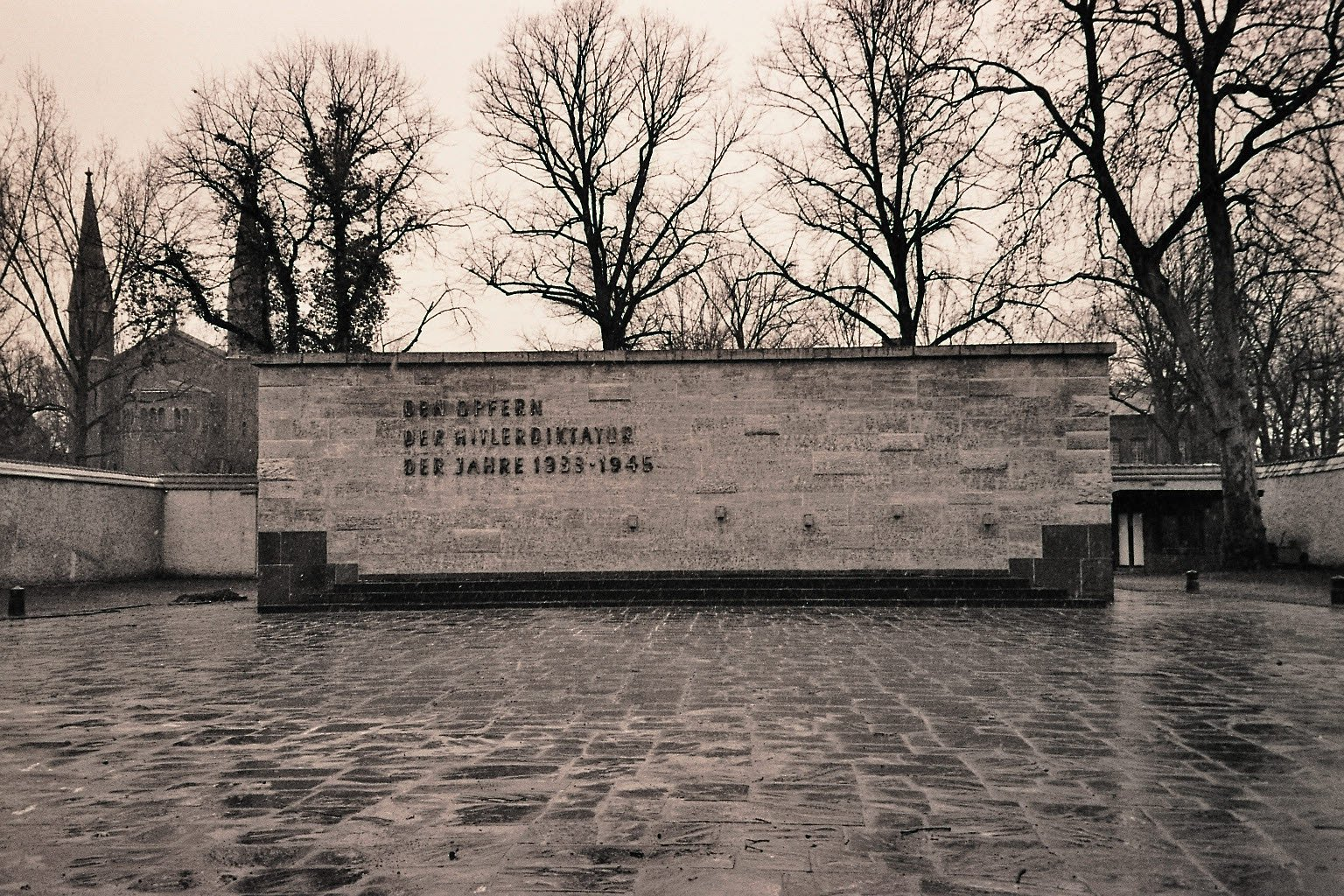
Мемориальная стела в тюрьме Берлин-Плётцензее

Музей тюрьмы Плётцензее (нем. Plötzensee) в Берлине — мемориальный комплекс жертвам нацизма в Германии.
В 1952 году по распоряжению Сената Берлина на том месте, где во времена Третьего Рейха было казнено 2891 человек, был создан мемориал. Перед зданием, где проводились казни, возведена мемориальная стела с надписью «Жертвам гитлеровской диктатуры 1933-1945 гг.».
В соседнем помещении находится Музей движения Сопротивления, посвящённый всем казнённым. В октябре 2002 года в экспозицию музея вошёл стенд, посвящённый двум татарским писателям — Мусе Джалилю и Абдулле Алишу. Они и 9 татарских подпольщиков были казнены 25 августа 1944 года (дело «Курмашев и десять других»).
Казнь осуществлялась здесь с 1933 года отрубанием головы топором, с 18 октября 1936 года — гильотиной, а с 1942 года здесь же, по заверениям отдельных исследователей, массово казнили и на виселице из восьми крюков для мясных туш и рояльных струн. Так только за одну ночь 7 сентября 1943 года здесь казнили 186 человек.
Княгиня Вера Оболенская, писатель и журналист Юлиус Фучик, поэт Муса Джалиль, писатель и поэт Абдулла Алиш, участники Красной капеллы и многие другие герои Сопротивления были казнены здесь, равно как и многочисленные высокопоставленные немецкие фельдмаршалы, генералы, адмиралы, дипломаты и офицеры (многие из которых были графами и баронами), участники попытки переворота 20 июля 1944 года, который организовал и неудачно провёл полковник граф Клаус Штауффенберг.
Родственникам казнённых выставлялся счёт на приличную сумму за «выполненную услугу». Так судья, выносивший приговоры, имел годовое пособие которое равнялось 3000 рейхсмарок, за каждого казнённого палач — Вильгельм Фридрих "Вилли" Рёттгер (Wilhelm Friedrich „Willi“ Röttger), бывший кочегар, имевший свой большой бизнес по грузоперевозкам для Берлинской центральной скотоводческой бойни, получал от правительства 60 рейхсмарок, его подручные из заключенных по восемь папирос, а за осуществлённую казнь из карманов родственников требовали 300 рейхсмарок.
В тюрьме Плётцензее были казнены Юлиус Фучик, Вера Оболенская, Морис Баво, Муса Джалиль, Абдулла Алиш, Харро Шульце-Бойзен, Юлиус Лебер, Эрвин фон Вицлебен, Вернер фон дер Шуленбург, Иоганн Нобис, Георг Александр Хансен, Ойген Больц, Йозеф Вирмер, Эрих Гёпнер, Карл Фридрих Гёрделер, Альфред Дельп, Пауль Лежен-Юнг, Вильгельм Лёйшнер, Вилли Леман, Рудольф фон Маронья-Редвиц, Хельмут Джеймс фон Мольтке, Артур Небе, Вольф-Генрих фон Хелльдорф, Йоханнес Попиц, Карл Венцель, Эрих Фельгибель, Рейнгольд Франк, Ульрих фон Хассель, Клара Шаббель, Ильза Штёбе, Карл фон Штюльпнагель, Курт Шульце, Арвид Харнак, Медардо Гриотто, Фриц Тиль, Отто и Элиза Хампель и многие другие жертвы нацизма.